# ایو کولئو
ایو کولئو (انگلیسی: Yves Colleu؛ زادهٔ ۲۹ ژانویهٔ ۱۹۶۱) بازیکن فوتبال اهل فرانسه است.
از باشگاه‌هایی که در آن بازی کرده‌است می‌توان به باشگاه فوتبال سن-اتین اشاره کرد.